# Marea Groenlandei
Marea Groenlandei este o mare delimitată de Groenlanda la vest, arhipelagul Svalbard la est, strâmtoarea Fram și Oceanului Arctic la nord și Islanda la sud. Este câteodatâ definită ca fiind parte din Oceanul Arctic, dar și ca parte din Oceanul Atlantic. În general definiția Oceanului Arctic este imprecisă sau arbitrară, iar în general termenul Oceanul Arctic exclude Marea Groenlandei.

## Clima
Are o climă arctică cu vânturi regulate dinspre nord și temperaturi care rar trec de 0 grade Celsius. Temperatura medie a apei vara este între 1 si 5 grade Celsius, iar iarna intre -1 si 1 grad Celsius. Salinitatea apei este destul de ridicată, ceea ce coboară punctul de îngheț a apei marine. 

## Economie
Marea Groenlandei este bogată în pești (în special somon) și alte organisme marine, ceea ce aduce anual venituri mari pescarilor. De asemenea exista o mulțime de foci si balene care sunt vânate pentru carnea si grăsimea lor, din cauza aceasta ele sunt pe cale de dispariție. 